# Georgina Mello
Pour les articles homonymes, voir Mello (homonymie).
Georgina Maria Augusta Benrós de Mello, née le 1er décembre 1953 à Mindelo sur l'île de São Vicente au Cap-Vert, est une économiste cap-verdienne, directrice générale de la Communauté des pays de langue portugaise.

## Biographie
Après ses études à Paul dans l'île de Santo Antão, Georgina Benrós de Mello étudie l'économie à l' Instituto Superior de Economia e Gestão de Lisbonne. Lorsqu'elle reçoit sa licence, elle poursuit ses études au CENFA au Cap-Vert, au FUNDAP au Brésil et à l'École supérieure d'affaires publiques et internationales (en) à l'Université de Pittsburgh, dans l'ouest de la Pennsylvanie. Plus tard, elle obtient son diplôme en tourisme et développement à l'Université du Cap-Vert avec une étude intitulée Virtual Musems of the Countryside of Cape Verde: For an Alternative Touristic Model ("Museu virtual de paisagens de Cabo Verde – Por um modelo alternativo de turismo").
Après avoir terminé ses études, elle travaille comme économiste, et voyage au Timor oriental, où elle exerce en tant qu'agente d'import-export.
En février 2014, elle devient directrice générale de la Communauté des pays de langue portugaise (CPLP). Elle succède au président de la Guinée-Bissau Hélder Vaz Lopes.
En novembre 2016, elle accueille la Société allemande pour les pays lusophones comme conseiller et observateur dans l'organisation.

## Prix et honneurs
- 2015 : Prix Femina de Honra, un prix récompensant des réalisations exceptionnelles de femmes portugaises[5],[6],[7].